# Obreja Veche
Obreja Veche è un comune della Moldavia situato nel distretto di Fălești di 2.861 abitanti al censimento del 2004

## Località
Il comune è formato dall'insieme delle seguenti località (popolazione 2004):
- Obreja Veche (2.020 abitanti)
- Obreja Nouă (841 abitanti)